# Jorge Alves Bezerra
Jorge Alves Bezerra SSS (* 23. April 1955 in São João de Meriti) ist ein brasilianischer Ordensgeistlicher und römisch-katholischer Bischof von Paracatu.

## Leben
Jorge Alves Bezerra trat der Ordensgemeinschaft der Eucharistiner bei, legte am 5. Januar 1982 die Profess ab und empfing am 10. August 1985 die Priesterweihe.
Papst Benedikt XVI. ernannte ihn am 21. Mai 2008 zum Bischof von Jardim. Die Bischofsweihe spendete ihm der Kardinalpräfekt der Kongregation für den Klerus, Cláudio Hummes OFM, am 10. August desselben Jahres; Mitkonsekratoren waren Aldo de Cillo Pagotto SSS, Erzbischof von Paraíba, und Joviano de Lima Júnior SSS, Erzbischof von Ribeirão Preto.
Am 7. November 2012 ernannte ihn Papst Benedikt XVI. zum Bischof von Paracatu.